# Comosí
Comosí, o, segons alguns mapes, Comorsí o Comursí, és un indret del terme municipal de la Pobla de Segur, al Pallars Jussà.
Està situat a la part nord-est del terme municipal, al sud-est de l'antic poble de Montsor i al sud-oest de la Muntanyeta de Comosí.
És la carena que uneix la Muntanyeta de Comosí amb el Serrat de la Pleta, al capdamunt del qual es troba el poble de Montsor.